# Ostfriesland-Stadion
Das Ostfriesland-Stadion ist das Fußballstadion von Kickers Emden. Der Fußballclub trägt hier seit 1950 seine Heimspiele aus. Das Stadion trug seit 2005 den Namen einer Emder Immobilien- und Finanzfirma (Embdena-Stadion), die als Sponsor beim BSV Kickers auftritt. „Embden“ ist einer der mittelalterlichen Namen Emdens. Von 1998 bis 2005 war das Stadion im Stadtteil Früchteburg nach dem ehemaligen Präsidenten Helmut Riedl benannt, zuvor hieß es schlicht Kickers-Stadion. Übergangsweise hatten die Fans das Stadion auch in Deichkicker-Arena umbenannt.
Seit dem 8. April 2011 heißt die Spielstätte des BSV Kickers Emden offiziell Ostfriesland-Stadion.
Die Kapazität beläuft sich seit Beginn der Saison 2005/06 auf 7200 Plätze. Dies ist auf Sicherheitsbestimmungen des DFB zurückzuführen. In der Vergangenheit waren bereits deutlich mehr Zuschauer im Stadion. Besucherrekord bilden bis heute offiziell zirka 12.000 Zuschauer, die 1994 am letzten Spieltag der damaligen Oberliga Nord dem Spiel gegen die Amateure des Hamburger SV beiwohnten. An diesem letzten Spieltag wurde Emden Meister und nahm an der Aufstiegsrunde zur zweiten Fußball-Bundesliga teil.
Das Stadion besteht aus einer überdachten Haupttribüne mit 500 Sitzplätzen sowie Stehplätzen, der teilüberdachten Gegengerade, der überdachten Nordtribüne (Heimfans) und der unüberdachten Gästetribüne. Letztere kann durch Verschieben der Zäune flexibel erweitert werden, wenn mit größerem Zuspruch von Gästefans gerechnet wird. Für diese stehen dann bis zu 1500 bzw. 2000 Stehplätze zur Verfügung.
Das Vereinsgelände besteht aus dem Stadion selbst sowie zwei Rasen-Nebenplätzen und einem Schlacke-Platz. Vom Verein – besonders von den Jugendteams – wird auch die Sportanlage des benachbarten Johannes-Althusius-Gymnasium genutzt. Das Vereinsheim verfügt neben der notwendigen Infrastruktur des Vereins auch über eine Stadiongaststätte.
Vor Einweihung des Stadions trug der 1946 gegründete BSV Kickers seine Heimspiele auf der Anlage des Sportvereins Freie Turnerschaft (FT) 03 Emden aus.
Wegen der beengten Verhältnisse mitten in einem Wohngebiet wurde öfters über einen Stadionneubau auf dem benachbarten Gelände einer ehemaligen Kaserne diskutiert. Später gab es den Plan das Stadion am jetzigen Standort umzubauen und auszubauen. Dies war auch notwendig durch Auflagen des DFB. Im Juli 2007 wurde ein Förderverein zum Bau eines neuen Stadions gegründet. Im Jahr 2009 scheiterte der Plan an den Finanzen. Durch den, aus finanziellen Gründen, vorgenommenen Rückzug aus der 3. Liga in die fünftklassige Oberliga ist ein Ausbau oder Umbau vorerst nicht notwendig. Anfang 2006 sind Pläne zum Bau einer Sportanlage auf dem Kasernengelände vorgestellt worden, die zumindest eine Entlastung für die anderen Teams als die damalige Oberliga-Mannschaft des BSV Kickers bieten würde. Durch die Fusion mit dem Barenburger Sportverein Blau-Gelb Barenburg hat man ein Vereinsgrundstück in der Nähe des Ostfriesland-Stadions dazubekommen. Dort können Vereinsmannschaften, außer der ersten Mannschaft, ihre Spiele austragen und trainieren. Mit dem Ausstieg aus dem Profi-Fußball aus wirtschaftlichen Gründen und der derzeit 5. Liga sind die Pläne für ein neues Stadion oder eine Renovierung des Ostfriesland-Stadions aber in die Ferne gerückt.
Im Jahr 2011 wurde das Stadion in Ostfriesland-Stadion umbenannt. Die beengten Verhältnisse des Stadions und die Tatsache, dass es sich um ein reines Fußballstadion handelt, erlauben jedoch auch eine sehr dichte Atmosphäre. Dies gilt besonders bei Flutlichtspielen.

## Galerie

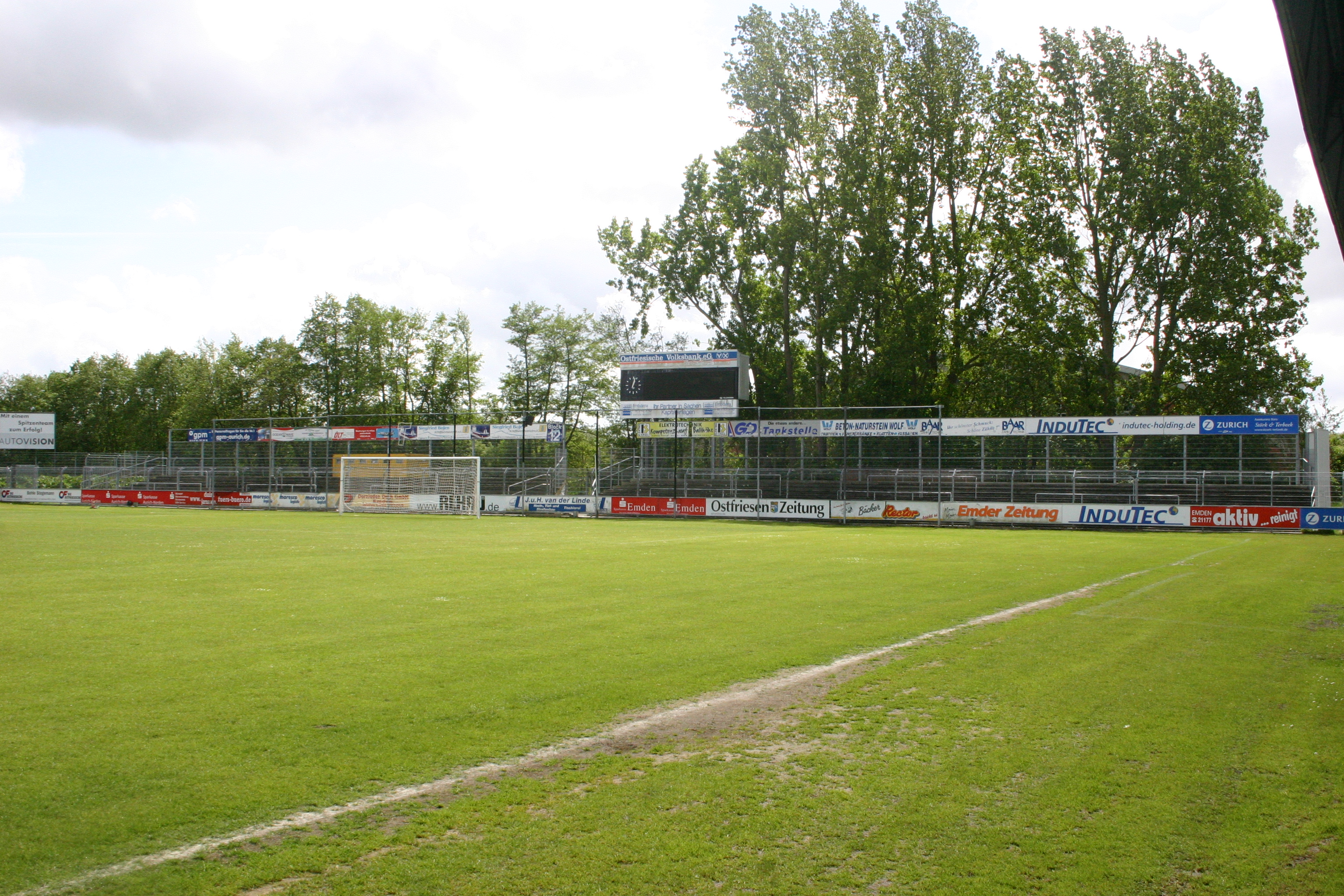
Gästeblock mit elektronischer Anzeigetafel
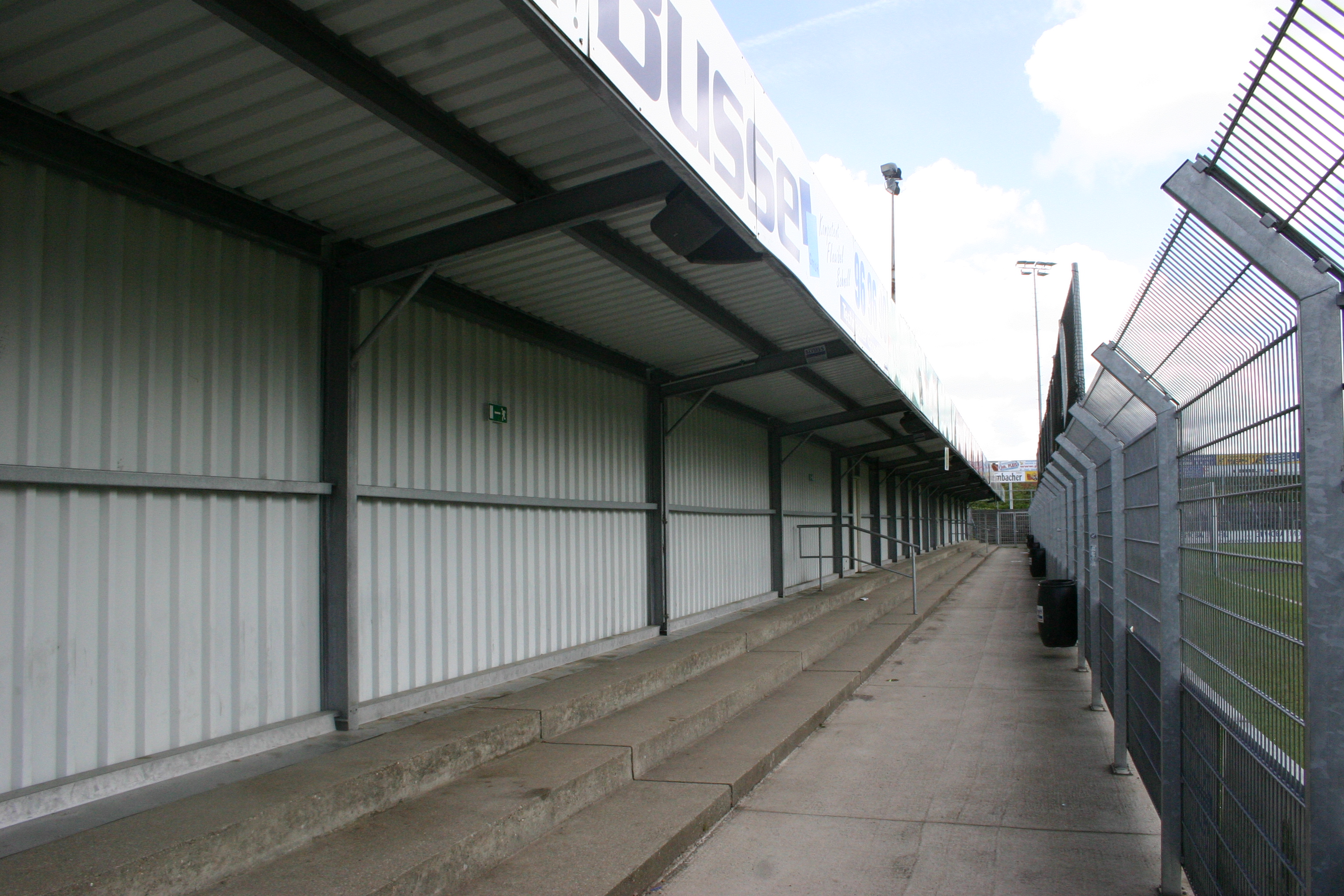
Nordtribüne, von den Fans „Bushaltestelle“ genannt
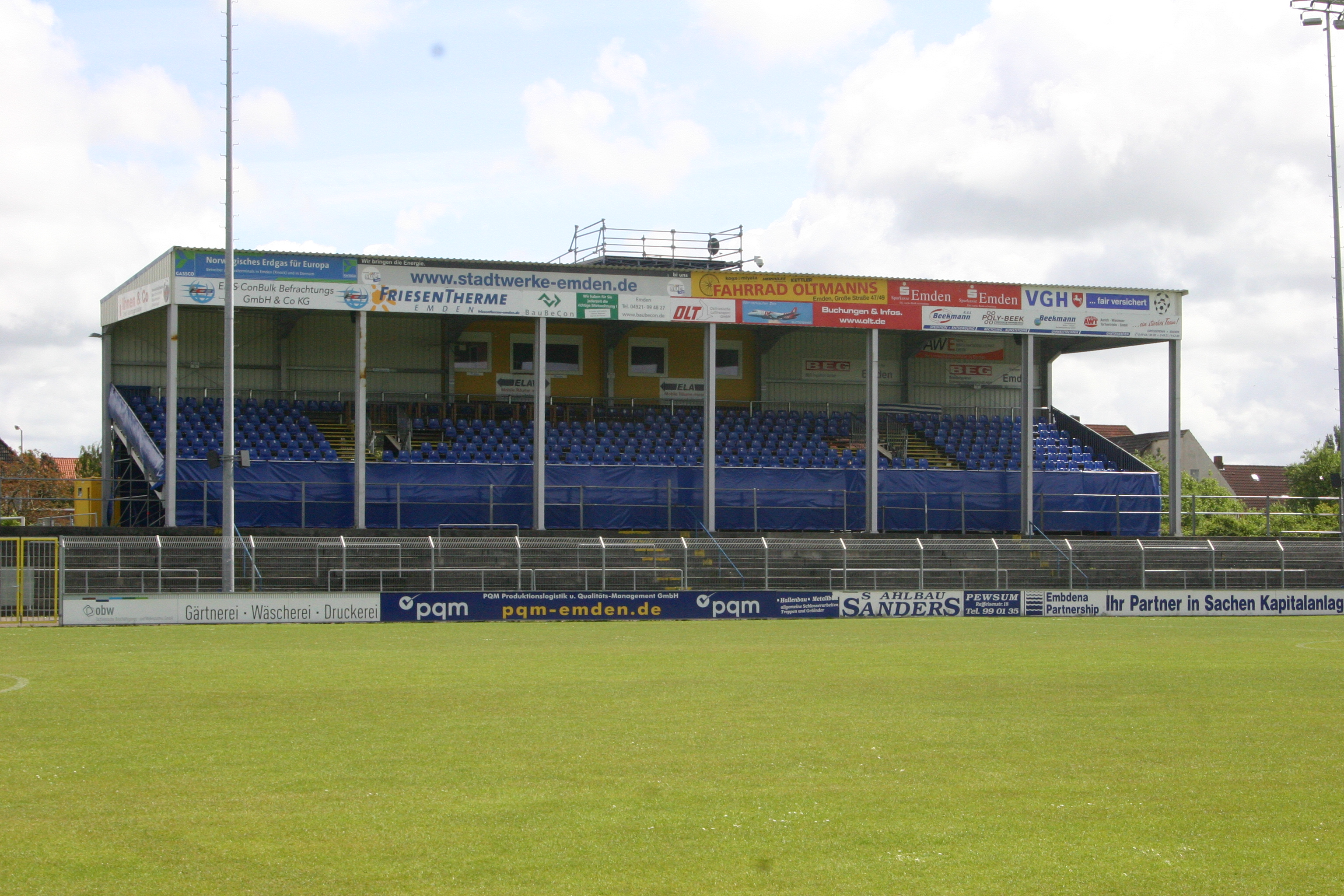
Osttribüne mit nachträglich für die dritte Liga gebauter, inzwischen wieder abgebauter, Sitzplatztribüne
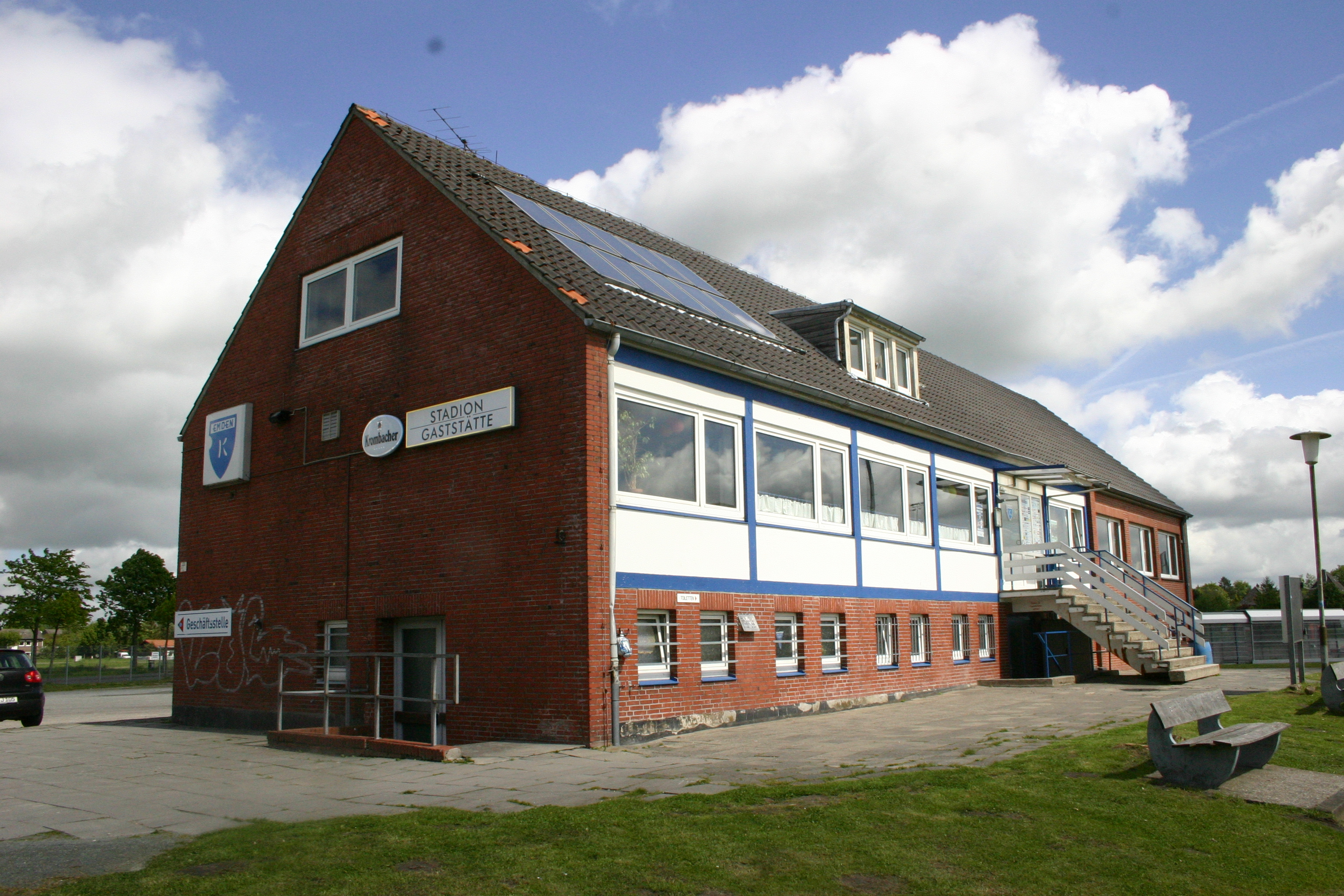
Vereinsheim mit Stadiongaststätte